# Coup de fouet en retour
Pour les articles homonymes, voir Backlash.
Pour plus de détails, voir Fiche technique et Distribution.
Coup de fouet en retour (Backlash) est un film américain réalisé par John Sturges et sorti en 1956.

## Synopsis
Jim Slater n'a jamais connu son père. Il sait qu'il a été massacré par les Apaches alors qu'il cherchait de l'or avec cinq compagnons. L'un a survécu mais n'est pas allé chercher de secours, préférant garder l'or. Jim se met à sa recherche.

## Fiche technique
- Titre : Coup de fouet en retour
- Titre original : Backlash
- Réalisation : John Sturges
- Scénario : Borden Chase, d'après le roman de Frank Gruber
- Chef opérateur : Irving Glassberg
- Musique : Herman Stein
- Montage : Sherman Todd
- Décors : Russell A. Gausman, Ray Jeffers
- Costumes : Rosemary Odell
- Assistant réalisateur : John Sherwood
- Production : Aaron Rosenberg pour Universal Pictures
- Durée : 80 minutes
- Date de sortie :  
  - États-Unis : 11 avril 1956
  - France: 1er août 1956[1],[2]

## Distribution
- Richard Widmark (VF : Marc Cassot) : Jim Slater
- Donna Reed (VF : Micheline Gary) : Karyl Orton
- William Campbell (VF : Jacques Chevalier) : Johnny Cool
- John McIntire (VF : Claude Péran) : Jim Bonniwell
- Barton MacLane (VF : Camille Guérini) : Sergent George Lake
- Harry Morgan (VF : Jean Berton) : Tony Welker
- Robert J. Wilke (VF : Raymond Loyer) : Jeff Welker
- Roy Roberts (VF : Richard Francœur) : Major Carson
- Jack Lambert : Mike Benton
- Edward Platt (VF : Lucien Bryonne) : Shérif J.C. Marson
- Robert Foulk (VF : Jean Brochard) : Shérif John F. Olson
- John Maxwell (VF : Jacques Berlioz) : Colonel Welnick
- John McKee (VF : Jean Daurand) : Harry, l'adjoint du shérif Marson
- Phil Chambers (VF : René Blancard) : Dobbs, l'adjoint du shérif Olson
- William Phillips (VF : Raymond Rognoni) : Rebel, le barman
- Chris Alcaide (VF : Jean Violette) : Dick Lawrence
- Lee Roberts (VF : Roger Rudel) : Fresno
- Glenn Strange (VF : Marcel Painvin) : Milliken, le cocher de la diligence
- I. Stanford Jolley (VF : Paul Lalloz) : Pot Luck